# Jordi Sabatés
Jordi Sabatés Navarro (Barcelona, 23 de octubre de 1948-Barcelona, 10 de enero de 2022) fue un pianista y compositor español en el ámbito del jazz, la canción popular y la cançó.

## Trayectoria artística
Inició su actividad musical a finales de los años 60, es autor de larga y prolífica trayectoria. Licenciado en Física, profesionalmente empieza su actividad musical en 1971, pero en sus inicios a finales de los 60 colabora con los grupos Pícnic y Om. Con el grupo Om y junto a Toti Soler participa como intérprete y arreglista en trabajos como Dioptria de Pau Riba, y en los primeros discos de cantautores como Maria del Mar Bonet, Ovidi Montllor, Quico Pi de la Serra. Ya en 1971 forma su grupo Jarka, con el que publica Ortodoxia y Morgue o Berenice; después editará Jordi Sabatés y Toti Soler (1973).
Entre otros trabajos destacó su grabación Vampyria con Tete Montoliu en 1974 (considerada la mejor grabación de jazz catalán por la revista especializada "Jaç"), el grupo Jarka que lideró y una larga carrera en solitario. Recibió del Ministerio de Cultura el "Premio Nacional para Empresas Fonográficas" en 1983 por su CD The Ragtime Dance dedicado a Scott Joplin y el ragtime.
También remarcable en 2004 fue su acercamiento escénico al imaginario del cineasta aragonés Segundo de Chomón (Teruel 1871-París 1929), el ilusionismo del mago Hausson y la música en directo de Sabatés convergieron en una propuesta que dilataba y renovaba el universo poético de la cinematografía de Chomón, que se muestra en una selección de 15 de sus más insólitas y sorprendentes películas: Música para una ilusión: Universo Chomón.

## Discografía[6]

### Discografía como artista / autor
- Ortodoxia (LP 1971 con su grupo Jarka). Reedición CD: Picap/Actual Records 2008
- Morgue o Berenice (LP 1972 con su grupo Jarka). Reedición CD: Picap/Actual Records 2008
- Jordi Sabatés i Toti Soler (LP 1973 Dúos de piano y guitarra) .Reedición CD: Picap/Actual Records 2008
- El Senyor dels anells (LP 1974 / “Solos de piano”), Reedición CD Picap/Actual Records 2008
- Vampyria (LP 1975, a dos pianos con Tete Montoliu. Mayo 2009, la crítica musical española selecciona Vampyria como el mejor disco de la historia del jazz catalán desde 1920). CD Discográfica: Nuevos Medios.
- El Fantasma de Canterville (LP 1975, cuentos infantiles con gran orquesta). No ha sido reeditado en CD
- Ocells del més enllà (LP 1975 / Formación de grupo). Reedición CD: Picap/Actual Records 2008
- Tot l'enyor de demà (LP 1976 / Formación de grupo). Reedición CD: Picap/Actual Records 2008
- Jordi Sabatés, Solos de piano. Duets de Jordi Sabatés i Santi Arisa. (Doble LP 1979) Calificado con 5 Estrellas y de “Obra Maestra” por la revista norteamericana Down Beat). Reedición CD: Picap/Actual Records 2008
- Portraits-Solituts (LP 1979. Dedicado a Frederic Mompou). Solos de piano. Reedición CD: Picap/Actual Records 2011
- Breviari d'amor (LP 1982. Canciones de Sabatés sobre textos de los Trovadores Provenzales. Interpretado por Maria del Mar Bonet. Orquesta dirigida por Antoni Ros Marbà). Reedición CD: BMG/Ariola
- No estés cohibido...Baudelaire. (Doble LP 1982 Antológico). Reedición CD: Picap/Actual Records 2008
- The Ragtime Dance (LP 1983. Dedicado a los “Ragtimes” de Scott Joplin. Premio Nacional del Disco 1983). Reedición CD: Picap/Actual Records 2008
- The Ragtime Dance single (LP 1983. Dedicado a los “Ragtimes” de Scott Joplin. Premio Nacional del Disco 1983). Reedición CD: Picap/Actual Records 2008
- Noche Oscura (LP 1984. “Lieder” de Sabatés. Interpretados por la soprano Carmen Bustamante). Reedición CD: Picap/Actual Records 2008
- A través del mirall (Doble LP 1986. Grabado en directo desde la Plaza del Rey de Barcelona. Con Carmen Bustamante (soprano) y François Rabbath (contrabajo). Reedición CD: Picap/Actual Records 2008
- El secret de la criolla (LP 1988. Con el grupo de Cámara “Factor Quàntic”). Reedición CD: Picap/Actual Records 2011
- Nosferatu, hacia el vampiro (CD 1992. Música original para la película “Nosferatu, el Vampiro” (1922) de F.W. Murnau. Premio a la Creatividad 1993. Discográfica: Nuevos Medios
- Jazzautor (CD 1994/ Premios SGAE 1992/ Varios Autores). Productora SGAE
- Keatoniana (CD 1997. Música original para la película “Sherlock Junior” de Buster Keaton). Reedición CD: Picap/Actual Records 2008
- Federico García Lorca: De Granada a la luna (CD 2000. Varios Autores). Productora: Ático Siete.
- Improvisto (CD 2001 / Varios Autores). Productora: Hitop Records.
- Play piano play (CD 2003. En directo, desde la Plaza del Rey, selección de temas de los conciertos Festival Grec 2001 y 2002 con los pianistas Agustí Fernández, Chano Domínguez, Lluís Vidal, Francesc Capella, Albert Bover, Albert Sanz y el propio Sabatés.
- Portraits/Solituds (CD 2010). Picap.
- Maverick (CD 2016). Picap.

### Sin discográfica / Otras ediciones
- Enllà passa l'amor, enllà però no tant! (CD 2003. Editado por la Universidad de Lleida. Canciones de Sabatés sobre poemas de Màrius Torres. Rosa Tamarit soprano, Jordi Sabatés, piano). Editado por Universitat de Lleida 2000
- A propósito de Bola de Nieve (CD 2008. Música original J.Sabatés). Finalista a los Premios de la Música 2008 en la categoría del “Mejor Álbum de Jazz 08. Discográfica: Picap/Actual Records
- Le piano magique. Jordi Sabates recrea a Segundo de Chomón. (DVD) (Selección de películas de Segundo de Chomón con música original de Sabatés. Edición Emilio Casanova Producciones. Producción Instituto Buñuel/Fundación Autor).

### Jordi Sabatés interpreta / arreglista
- Ara va de bo
- Dioptria (Autor: Pau Riba/LP 1969 con el grupo Om). Discográfica LP: Concèntric. Reedición CD
- El Turronero
- Jordi Farràs (La Voss del Trópico), en su disco Les gavines de la Farga (1979)

- Los Bayuncos. Varios discos (Andalucía 74, Cuatro años, En Navidad, Herencia de rociero, Las margaritas)
- Maria del Mar Bonet
- Om
- Ovidi Montllor. Varios discos (4.02.42, Ovidi Montllor, Ovidi Montllor. Un entre tants, Ovidi Montllor.Veri God)
- Quico Pi de la Serra
- Xiula Maula

### Jordi Sabatés Compositor / Intérprete / Arreglista
- Maria del Mar Bonet. LP Jardí tancat. (Autor: Maria del Mar Bonet/ CD año 1990). Discográfica: Ariola

### Jordi Sabatés / Recopilatorios
- Barcelona Progressiva
- La Nova Cançó. Antologia
- Música Progresiva Española. Vol. 1.